# Juliana Morell
Juliana Morell, född 16 februari 1594, död 26 juni 1653, var en spansk författare och första kvinnan i Europa som tog en doktorsgrad i juridik.

## Biografi
Morell tillhörde en familj av konverterade judar i Barcelona i Spanien, och emigrerade vid åtta års ålder till Lyon i Frankrike med sin far. Hon studerade som autodidakt latin, grekiska, hebreiska, retorik, dialektik, etik och musik. Vid tolv års ålder 1606 försvarade hon offentligt sina teser i etik och dialektik summa cum laude. Hon fortsatte sedan att själv studera fysik, metafysik, kanonisk lag och civil lag. På sin fars önskan kunde hon doktorera i juridik sedan hon försvarat sina teser i juridik, i Påvepalatset i Avignon inför vicelegaten och en stor publik av aristokrater. 
Juliana Morell gick 1609 in i dominikanorden i klostret Sainte-Praxède i Avignon för att undslippa ett arrangerat äktenskap. Hon blev så småningom priorinna, och ägnade sig också åt författarskap.